# Kabushiki gaisha
Kabushiki gaisha ou kabushiki kaisha (株式会社, lit. "companhias de ações") são um tipo de corporação de negócios 会社 (kaisha) definidos sob a lei japonesa.

## Uso na língua
Tanto kabushiki kaisha como a forma rendaku kabushiki gaisha são usadas. A ortografia de "K" é muito mais comum nos nomes de companhias e na língua inglesa de literatura legal, ao passo que a pronúncia "G" é dominante no japonês..
No japonês, "kabushiki gaisha" pode ser usado como um prefixo (p. ex. 株式会社電通 Kabushiki gaisha Dentsū) ou como um sufixo (p. ex. トヨタ自動車株式会社 Toyota Jidōsha Kabushiki gaisha). Muitas vezes é abreviado como "(株)", o seu primeiro caractere.
Muitas companhias japonesas traduzem a frase "Kabushiki Kaisha" (KK) como "Co, Ltd." enquanto os outros usam as traduções mais estadunizadas Corporação ou Incorporada. Os textos ingleses muitas vezes referem-se a kabushiki gaisha como "companhias de ações conjuntas"; enquanto isto está perto de uma tradução literal do termo, os dois não são o mesmo. O governo japonês anteriormente endossou "corporação de negócios" como uma tradução oficial  mas agora usa a tradução literal "companhia de estoque".

## História
A primeira kabushiki gaisha foi o Primeiro Banco Nacional do Japão, fundado em 1873.
As regras quanto a kabushiki gaisha foram estabelecidas no Código Comercial do Japão. Durante a ocupação estadunidense depois da Segunda Guerra Mundial, as autoridades de ocupação introduziram revisões ao Código Comercial baseado na lei de Corporação de Negócios de Illinois de 1933, dando  à kabushiki gaisha muitos traços de corporações estadunidenses.
Dentro de algum tempo, a lei corporativa japonesa e dos Estados Unidos divergiu, e K.K. assumiu muitas características não encontradas nas corporações dos Estados Unidos. Por exemplo, uma K.K. não pode resgatar a sua própria ação (uma restrição que ainda existe), por um preço menor do que ¥ 50,000 por ação (1982 efetivo), ou funcionar com um pagamento de capital menor do que ¥ 10 milhões (1991 efetivo).
No dia 29 de junho de 2005, a Dieta Nacional do Japão passou uma nova lei para as Companhias (会社法, kaisha-hō), que entrou em vigor em 1 de maio de 2006. A nova lei afetou muito a formação e a função de e outras organizações de negócios japonesas de . K.K, trazendo-as mais perto de suas contrapartes nos Estados Unidos.
Uma tradução completa no inglês da nova lei de Companhias e análise sumária está disponível em 